# Вили Саньол
Вили Саньол е бивш френски футболист, десен защитник. Най-известен с изявите си за националния отбор на Франция и Байерн Мюнхен.

## Кариера
Започва кариерата си в Сент Етиен - отборът от родния му град. През 1997 участва на световното първенство за младежи. След силни мачове там е забелязан от Монако, където прекарва следващите 3 години от кариерата си. Саньол е твърд титуляр за отбора от Княжеството и през 2000 печели титлата в Лига 1. Тогава треньорът на френския национален отбор Роже Лемер го повиква в отбора. През лятото на 2000 преминава в Байерн Мюнхен като заместник на отишлия в Ливърпул Маркус Бабел. Саньол се налага на десния фланг на отбраната на баварците, а съотборник му е неговият сънародник Бишенте Лизаразу. В дебютния си сезон в Германия печели титлата и Шампионската лига. Също така печели Купата на конфедерациите с Франция. Участва с националния отбор на Мондиал 2002, но „петлите“ отпадат още в групите. Вили не играе много в националния отбор, тъй като е резерва на Лилиан Тюрам, но след Евро 2004 става основен играч. В Байерн, Саньол е несменяем титуляр и печели 5 титли на страната, 4 купи, 2 купи на лигата, Шампионската лига и междуконтиненталната купа. На Мондиал 2006 помага на Франция да достигне финал, където губи от Италия след дузпи.
През април 2007 в 1/4-финал от Шампионската лига срещу Милан Саньол къса менискуса си. и се възстановява чак през октомври. Французинът губи титулярното си място от Марсел Янсен, а позицията му на втори капитан е заета от Марк ван Бомел. През март 2008 отново получава травма и отсъства от терените 1 месец. Участва на Евро 2008, където в мача с Нидерландия получава тежка травма на ахилеса, която не е оперирана успешно.
В началото на 2009 Саньол слага край на кариерата си.
През септември 2017 е временно назначен за старши треньор на Байерн Мюнхен.